# Discestra fructicosae
Discestra fructicosae är en fjärilsart som beskrevs av Dumont 1925. Discestra fructicosae ingår i släktet Discestra och familjen nattflyn. Inga underarter finns listade i Catalogue of Life.